# Тараз
Тараз (на казахски: Тараз) е град в Жамбълска област‎, Казахстан.
Населението му е 356 461 жители (по приблизителна оценка от 2018 г.). Основан е през 568 г. Намира се в часова зона UTC+6. Пощенският му код е 080001 – 080019, а телефонният – +7 7262.